# Birol Ünel
Birol Ünel (Mersin, 18 agosto 1961 – Berlino, 3 settembre 2020) è stato un attore turco naturalizzato tedesco.

## Biografia
Nato a Mersin, nella Turchia meridionale, il 18 agosto 1961, Ünel emigrò con la propria famiglia a Brinkum, in Germania, nel 1968. Dopo aver terminato gli studi superiori, si specializzò in arte drammatica presso la Hochschule für Musik, Theater und Medien di Hannover e, successivamente, entrò a far parte della compagnia teatrale Berliner Tacheles. 
Nel 1988 avvenne il suo esordio cinematografico, in un ruolo marginale, con il film Ritorno a Berlino di Thomas Brasch. Divenne in seguito uno degli attori feticcio del regista Fatih Akın recitando, tra il 2000 ed il 2009, in Im Juli e La sposa turca (per il quale vinse il Deutscher Filmpreis per il miglior interprete) e in Soul Kitchen.
Birol Ünel è morto nel 2020 di cancro a Berlino.

## Filmografia

### Cinema
- Ritorno a Berlino, regia di Thomas Brasch (Der Passagier - Welcome to Germany, 1988)
- A Wopbopaloobop A Lopbamboom, regia di Andy Bausch (1989)
- Mau Mau, regia di Uwe Schrader (1992)
- Dealer, regia di Thomas Arslan (1999)
- Auslandstournee, regia di Ayşe Polat (2000)
- Im Juli, regia di Fatih Akın (2000)
- Fremde Freundin, regia di Anne Høegh Krohn (2000)
- Planet Alex, regia di Uli M. Schüppel (2001)
- Il nemico alle porte, regia di Jean-Jacques Annaud (Enemy at the Gates, 2001)
- Anam, regia di Buket Alakus (2001)
- Brombeerchen, regia di Oliver Rihs (2002)
- Not a Lovestory, regia di Aaron Allred (2004)
- König der Diebe, regia di Ivan Fíla (2004)
- La sposa turca, regia di Fatih Akın (Gegen die Wand, 2004)
- Kalbin zamani, regia di Ali Özgentürk (2004)
- Hirsiz var!, regia di Oguzhan Tercan (2005)
- Transylvania, regia di Tony Gatlif (2006)
- Valerie, regia di Birgit Möller (2006)
- Das Haus der schlafenden Schönen, regia di Vadim Glowna (2006)
- Die Unerzogenen, regia di Pia Marais (2007)
- Les toits de Paris, regia di Hiner Saleem (2007)
- Der Mond und andere Liebhaber, regia di Bernd Böhlich (2008)
- Soul Kitchen, regia di Fatih Akın (2009)
- Method, regia di Ulas Inan Inaç (2011)
- In the Last Moment, regia di Øystein Stene (2011), cortometraggio
- The Cricket, regia di Stefano Lorenzi (2011), cortometraggio
- Notte bianca (Nuit blanche), regia di Frédéric Jardin (2011)
- Buscando a Eimish, regia di Ana Rodríguez Rosell (2012)